# Olbers-Planetarium
| Olbers-Planetarium               | Olbers-Planetarium                                   |
| -------------------------------- | ---------------------------------------------------- |
| „Seefahrtschule“ mit Planetarium |                                                      |
| Ort:                             | Bremen                                               |
| Gebäude:                         | Hochschule Bremen, Fachbereich Nautik und Seeverkehr |
| Koordinaten:                     | 53° 4′ N, 8° 48′ O                                   |
| Höhe:                            | 11 Meter ü. NHN                                      |
| Eröffnet:                        | 23. Januar 1952                                      |
| Art:                             | Kleinplanetarium                                     |
| Hauptprojektor:                  | Eigenbau mit ZEISS-Software                          |
| Kuppeldurchmesser:               | 6 Meter                                              |
| Besucher:                        | ca. 25.000 pro Jahr (Stand: 01/2018)                 |
| Anzahl der Sitze:                | 35                                                   |
| Planetariumsleiter               | Andreas Vogel seit 2007                              |
| Website:                         | www.planetarium.hs-bremen.de                         |
| Anschrift:                       | Werderstr. 73 28199 Bremen                           |

Das Olbers-Planetarium befindet sich in der Freien Hansestadt Bremen und ist mit knapp 25.000 Besuchern im Jahr das meistbesuchte Kleinplanetarium Deutschlands. Benannt ist es nach dem Bremer Arzt und Astronom Heinrich Wilhelm Olbers (1758–1840).

## Lage
Das Planetarium liegt unweit des Stadtzentrums in der Hochschule Bremen (Fachbereich Nautik und Seeverkehr) auf dem Stadtwerder zwischen der Weser und der Kleinen Weser neben dem ehemaligen Wasserturm ("Umgedrehte Kommode").  Vom Hauptbahnhof erreicht man mit den Straßenbahnlinien 4 (Arsten), 6 (Flughafen) und 8 (Huchting) sowie der Buslinie 24 (Rablinghausen) die Haltestelle 'Wilhelm-Kaisen-Brücke' und hat dann noch 400 Meter Fußweg bis zum Planetarium vor sich. Es ist an den historischen Stadtkern angebunden, welcher das Bremer Rathaus, den Bremer Dom, die Böttcherstraße, das Schnoorviertel sowie die Schlachte umfasst.

## Veranstaltungen
Das Planetarium bietet an 365 Tagen im Jahr Veranstaltungen an. Während der Bremer Schulferien läuft ein Ferienprogramm. Alle Veranstaltungen werden auf Deutsch gehalten, auf Anfrage können Vorträge aber auch in anderen Sprachen stattfinden. Die Veranstaltungen dauern in der Regel eine Stunde. Das Programm kann auf der Webseite oder im Programmheft eingesehen werden. Es folgt eine Auflistung der Shows, die angeboten werden.

### Öffentliche Veranstaltungen
- Kindershows
- Familienprogramm/Astronomisches
- Late-Night-Shows
- Ferienprogramm
- Specials (z. B. zu den Themen Tagundnachtgleiche, Wintersonnenwende, Sommersonnenwende,   Valentinstag, Walpurgisnacht, Himmel über Mittelerde, Titanic)
- Specials während der Maritimen Woche in Bremen
- Lesungen und Konzerte
- Gastvorträge der Olbers-Gesellschaft

### Sonderveranstaltungen
- (Kinder-)Geburtstage
- Betriebsausflüge
- Events
- Hochzeiten

### Lehrveranstaltungen
- Schulveranstaltungen
- Planetenwanderweg
- Veranstaltungen für Kindergärten und Kindertagesstätten
- Hort-Veranstaltungen

## Besucherentwicklung

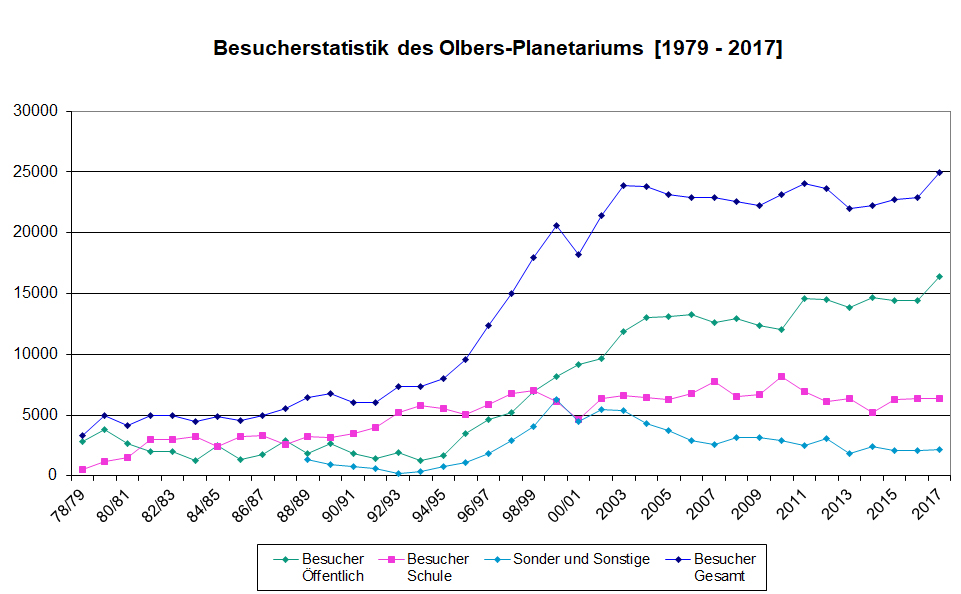
Besucherentwicklung des Olbers-Planetariums von 1979 bis 2017. Ab 2001 wird das Kalenderjahr erstmals als Geschäftsjahr eingeführt

Bis in die 1990er Jahre pendelten sich die Besucherzahlen bei ca. 5.000 pro Jahr ein. Dann nahmen die Zahlen deutlich zu. So erreichte das Planetarium im Jahre 2000/2001 einen Höchststand von knapp 20.000 Besuchern. Ende 2017 wurde ein neuer Besucherrekord von knapp 25.000 Besuchern aufgestellt. Der Großteil der Besucher stammt aus den öffentlichen Veranstaltungen. Im Jahre 2017 machten Schulveranstaltungen einen Anteil von circa 24 % aus. Das war früher anders: Bis zum Jahr 1988, als Dieter Vornholz die Leitung des Planetariums übernahm, richtete sich das Angebot des Planetariums hauptsächlich an Schulen. Durch die Erweiterung des öffentlichen Programmes stieg die Anzahl der Besucher insgesamt, und ab 1999 übertraf die Zahl der Besucher aus öffentlichen Veranstaltungen die der Besucher aus Schulveranstaltungen. In den ersten fünf Jahren seiner Zeit als Planetariumsleiter verdoppelte sich die Gesamtzahl der Besucher von 10.000 auf 20.000: Ein Trend, der sich  2007 fortsetzte.

## Liste der Verantwortlichen (seit 1952)
| Name            | Wirkungszeit | Position                                             |
| --------------- | ------------ | ---------------------------------------------------- |
| Andreas Vogel   | seit 2007    | Planetariumsleiter                                   |
| Dieter Vornholz | 1988–2007    | Planetariumsleiter                                   |
| Erwin Mücke     | 1957–1988    | Direktor der Hochschule für Nautik                   |
| Walter Stein    | 1952–1969    | Stellvertretender Direktor der Hochschule für Nautik |

## Geschichte

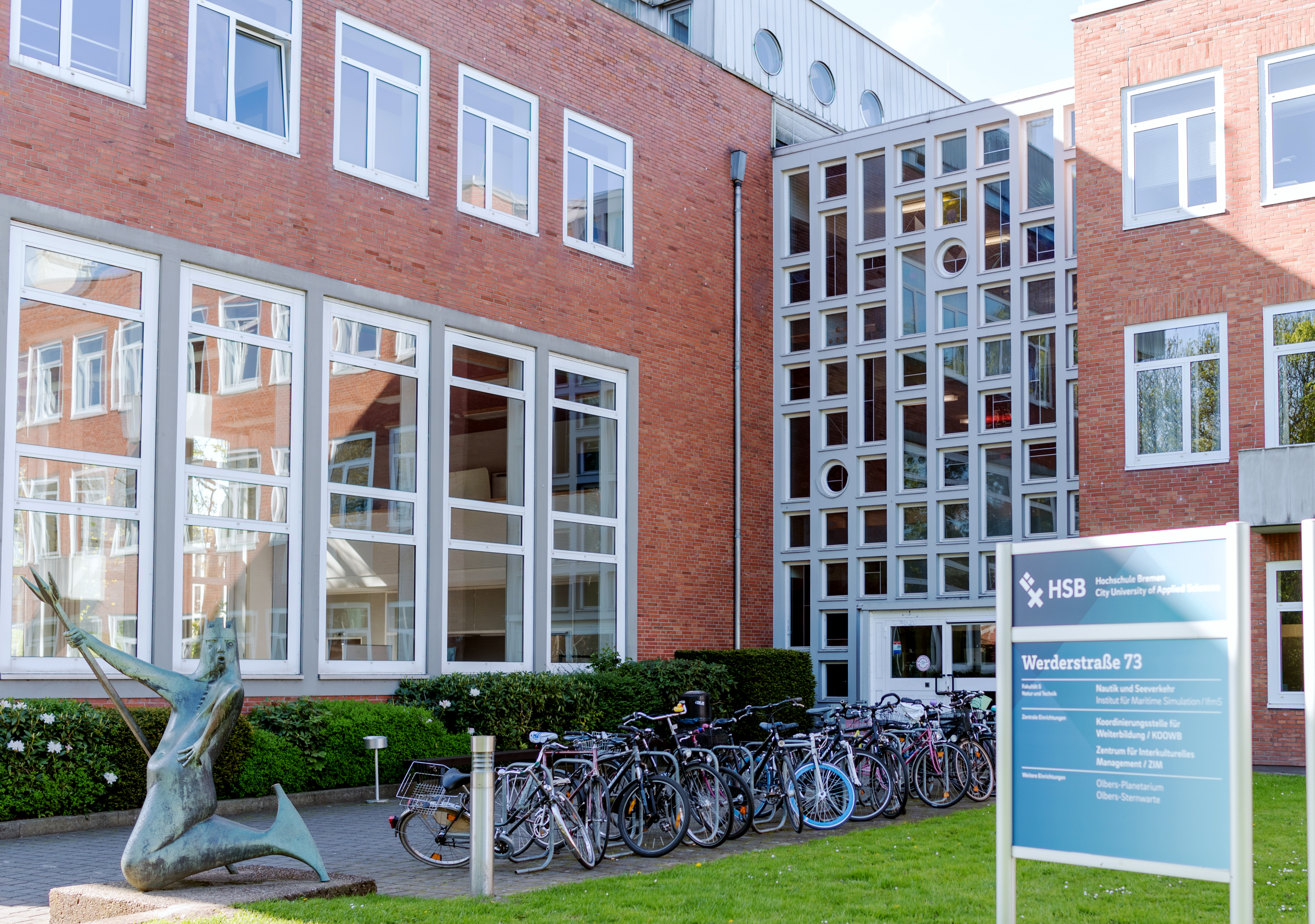
Eingang der Hochschule mit Neptun-Statue

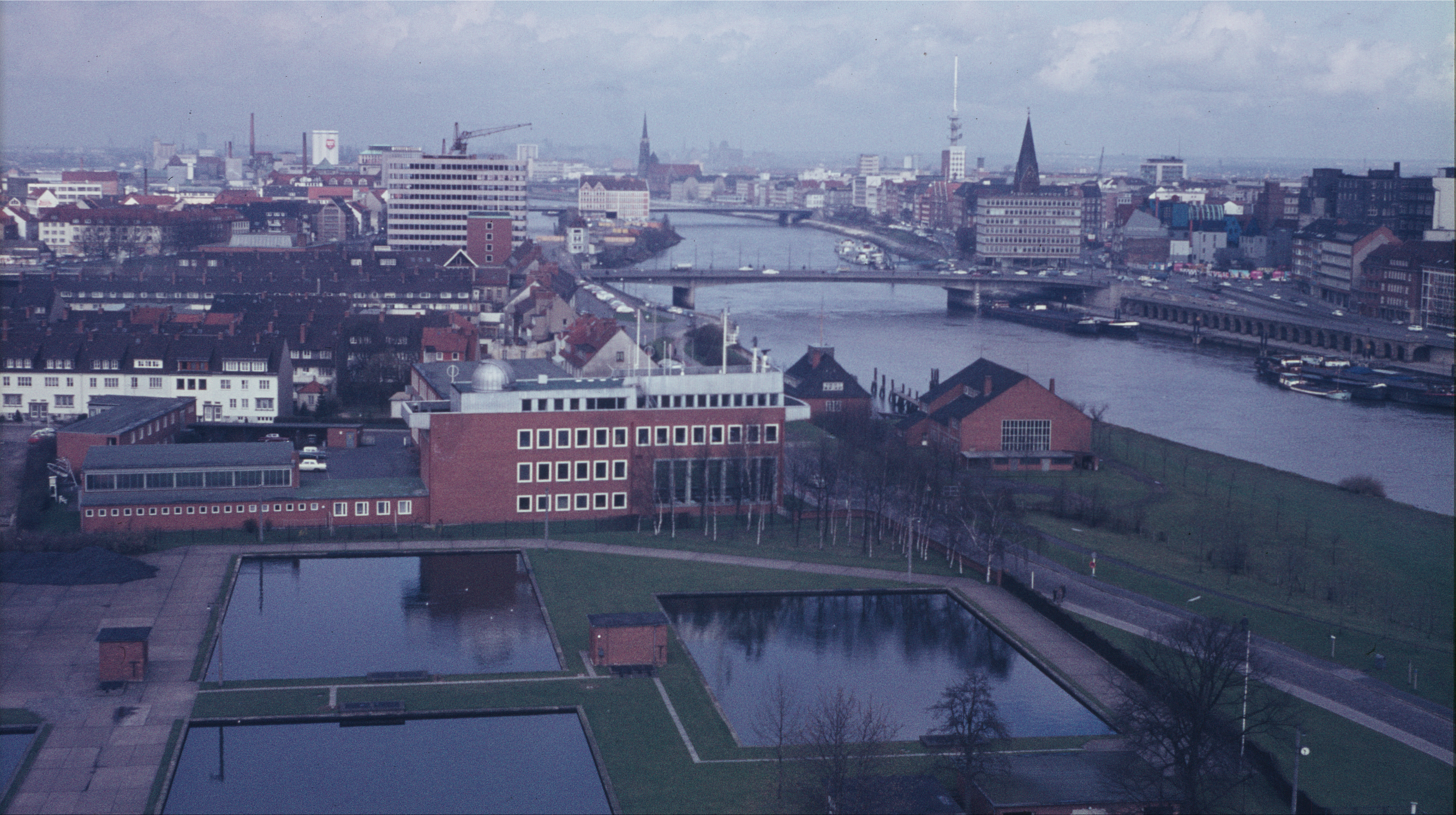
Rückseite des Gebäudes mit Kuppel der Sternwarte (Blick vom Wasserturm auf dem Werder 1967)

Eröffnet wurde das Olbers-Planetarium am 23. Januar 1952 – damals noch als Teil der Seefahrtschule Bremen. Ursprünglich diente es der Ausbildung der Nautikstudierenden im Fach Astronomische Navigation. Zum Einsatz kam dafür der ZKP 1 (Zeiss Kleinprojektor), welcher vom Deutschen Hydrographischen Institut bezahlt wurde. Entwickelt wurde der Projektor 1945 für die Ausbildungsarbeit der Navigationsschulen der Kriegsmarine und Luftwaffe. Zwar fehlten einige Eisenteile, diese konnten jedoch ersetzt werden.
1958 zog die Seefahrtschule in die Werderstraße 73, wo das Planetarium sich noch heute befindet. 1979 gab es mit dem ZKP 2 einen neuen Projektor. Dr. Erwin Mücke beantragte die Mittel hierfür von der Deutschen Forschungsgemeinschaft. Im selben Jahr kam auch ein Sonnensystemprojektor dazu, finanziert vom Senator für Bildung und Wissenschaft. Der Vorgänger, ZKP 1, wurde an das Gymnasium Nordenham verkauft, wo er bis heute im Einsatz ist.
Seit 2015 kommt ein Hybridsystem aus zwei verschiedenen Projektoren zum Einsatz. Der Zentralprojektor wurde mit Teilen eines jüngeren, in Osnabrück ausrangierten Modells ergänzt.
Quelle Dieter Vornholz und Lars Nerger:
Seit August 2022  erlebte das Olbers-Planetarium eine wichtige Veränderung. Der langjährige ZKP II wurde nach 44 Jahren durch eine moderne Fulldome-Anlage ersetzt zur Simulierung von Raum und Zeit am Himmel.

## Forschung
In den 1950er Jahren wurde im Olbers-Planetarium Forschung auf dem Gebiet der Ornithologie betrieben. Franz und Eleonore Sauer vom Zoologischen Institut der Universität Freiburg untersuchten mit Hilfe des künstlichen Sternenhimmels das Orientierungsvermögen von Grasmücken.
Auch nach der Jahrtausendwende fand noch Forschung im Planetarium statt. So wurde 2017 ein Paper der Universität Lund veröffentlicht, das sich mit dem Orientierungsvermögen von Mistkäfern beschäftigte. Die Kameraaufnahmen für die Forschung wurden unter anderem im Olbers-Planetarium gemacht.

## Zusammenarbeit mit der  Olbers-Gesellschaft (Walter-Stein-Sternwarte)
Die Walter-Stein-Sternwarte wird von der Olbers-Gesellschaft betrieben. In den Wintermonaten von Oktober bis April ist die Sternwarte an ausgewählten Abenden geöffnet. Die Olbers-Gesellschaft nutzt gelegentlich die Räumlichkeiten im Planetarium für Gastvorträge. Die Sternwarte und das Planetarium befinden sich in demselben Gebäude.

## Sonstiges
- 2018 fand der International Astronautical Congress in Bremen statt[9] und das Planetarium wirkte in vielen Projekten im Rahmen der Sternstunden 2018[10] mit.
- 2021 wurde auf der Bremer Blocklanddeponie die an Stonehenge angelehnte Installation Metalhenge errichtet, bei der Mitarbeiter des Olbers-Planetariums die astronomische Ausrichtung der Anlage unterstützten.[11]